# Tanjung Sari (Buay Pemaca)
Tanjung Sari is een bestuurslaag in het regentschap Ogan Komering Ulu Selatan van de provincie Zuid-Sumatra, Indonesië. Tanjung Sari telt 750 inwoners (volkstelling 2010).